# Glückliche Zahl
Glückliche Zahlen sind natürliche Zahlen, die mit einem bestimmten Siebprinzip erzeugt werden. Das Siebprinzip ähnelt dem Sieb des Eratosthenes zur Bestimmung von Primzahlen. Sie wurden erstmals von den Mathematikern Gardiner, Lazarus, Metropolis und Ulam im Jahr 1956 erwähnt. Das Siebprinzip nennen sie Sieb von Josephus Flavius, weil es sehr an das Josephus-Problem erinnert.

## Definition
Man beginnt mit einer Liste der positiven natürlichen Zahlen. Dann geht man die Zahlen der Liste durch, beginnend mit {\displaystyle x=2}, und streicht jeweils jede x-te Zahl. Im Unterschied zum Sieb des Eratosthenes werden beim Abzählen der zu streichenden Zahlen die schon gestrichenen nicht mitgezählt, sondern nur die noch in der Liste stehenden. Auch beim Durchgehen der Liste, um das nächste x zu erhalten, werden die gestrichenen übergangen.

## Erläuterung

Diese Animation zeigt das Siebprinzip, mit dem man glückliche Zahlen erhält. Die roten übrig gebliebenen Zahlen sind die glücklichen Zahlen.

Im ersten Schritt streicht man jede zweite Zahl und damit alle geraden Zahlen.
Im zweiten Schritt ist die auf Zwei folgende Zahl in der Liste {\displaystyle x=3}, und es wird jede dritte gestrichen:
| 1  | 3  | 5  | 7  | 9  | 11 | 13 | 15 | 17 | 19 |
| 21 | 23 | 25 | 27 | 29 | 31 | 33 | 35 | 37 | 39 |
| 41 | 43 | 45 | 47 | 49 | 51 | 53 | 55 | 57 | 59 |
| 61 | 63 | 65 | 67 | 69 | 71 | 73 | 75 | 77 | 79 |
| 81 | 83 | 85 | 87 | 89 | 91 | 93 | 95 | 97 | 99 |

Im dritten Schritt ist die auf Drei folgende Zahl {\displaystyle x=7}, und es wird jede siebte gestrichen:
| 1  | 3  | 5  | 7  | 9  | 11 | 13 | 15 | 17 | 19 |
| 21 | 23 | 25 | 27 | 29 | 31 | 33 | 35 | 37 | 39 |
| 41 | 43 | 45 | 47 | 49 | 51 | 53 | 55 | 57 | 59 |
| 61 | 63 | 65 | 67 | 69 | 71 | 73 | 75 | 77 | 79 |
| 81 | 83 | 85 | 87 | 89 | 91 | 93 | 95 | 97 | 99 |

Nach der Sieben folgt die Zahl {\displaystyle x=9}, und jede neunte wird gestrichen:
| 1  | 3  | 5  | 7  | 9  | 11 | 13 | 15 | 17 | 19 |
| 21 | 23 | 25 | 27 | 29 | 31 | 33 | 35 | 37 | 39 |
| 41 | 43 | 45 | 47 | 49 | 51 | 53 | 55 | 57 | 59 |
| 61 | 63 | 65 | 67 | 69 | 71 | 73 | 75 | 77 | 79 |
| 81 | 83 | 85 | 87 | 89 | 91 | 93 | 95 | 97 | 99 |

Dann streicht man jede 13., und so weiter. Daraus ergibt sich die Folge der glücklichen Zahlen als all die Zahlen, die nie gestrichen werden:
- 1, 3, 7, 9, 13, 15, 21, 25, 31, 33, 37, 43, 49, 51, 63, 67, 69, 73, 75, 79, 87, 93, 99, 105, 111, 115, 127, 129, 133, 135, 141, 151, 159, 163, 169, 171, 189, 193, 195, 201, 205, 211, 219, 223, 231, 235, 237, 241, 259, 261, 267, 273, 283, 285, 289, 297, … (Folge A000959 in OEIS)

## Eigenschaften
- Es gibt unendlich viele glückliche Zahlen.
- Sei {\displaystyle L_{n}} die {\displaystyle n}-te glückliche Zahl und {\displaystyle p_{n}} die {\displaystyle n}-te Primzahl. Dann gilt:[2]

{\displaystyle L_{n}>p_{n}} für ausreichend große {\displaystyle n}
Mit anderen Worten: ab einem gewissen Index {\displaystyle n} ist die {\displaystyle n}-te glückliche Zahl immer größer als die {\displaystyle n}-te Primzahl.
- Die Zählfunktion der glücklichen Zahlen ist asymptotisch äquivalent zu {\displaystyle {\frac {n}{\ln n}}} (vgl. Primzahlsatz).[2] Mit anderen Worten:

Sei {\displaystyle g(n)} die Anzahl der glücklichen Zahlen, welche kleiner oder gleich {\displaystyle n} sind. Dann gilt:
{\displaystyle \lim _{n\to \infty }\,{\frac {g(n)}{n/\ln(n)}}\,=\,1}

## Glückliche Primzahlen
Primzahlen {\displaystyle p\in \mathbb {P} }, die glückliche Zahlen sind, nennt man glückliche Primzahlen. Die glücklichen Primzahlen, welche kleiner als 1000 sind, lauten:
3, 7, 13, 31, 37, 43, 67, 73, 79, 127, 151, 163, 193, 211, 223, 241, 283, 307, 331, 349, 367, 409, 421, 433, 463, 487, 541, 577, 601, 613, 619, 631, 643, 673, 727, 739, 769, 787, 823, 883, 937, 991, 997, … (Folge A031157 in OEIS)
Es ist unbekannt, ob es unendlich viele glückliche Primzahlen gibt. Es gibt auch eine zur Goldbachschen analoge Vermutung.